# Az AFC Ajax 2015–2016-os szezonja
A 2015-2016-os szezon az AFC Ajax 60. szezonja volt az Eredivisie-ben, a holland labdarúgás legmagasabb osztályában. Az amszterdami csapat még mindig az elejétől kezdve jelen van az első osztályban. Idén a csapat - tétmérkőzéseit magába foglaló - szezonja július végén a Bajnokok Ligája selejtezőjével kezdődött és május elején ért véget a bajnokság utolsó fordulójával. Ahogy eddig is, most is voltak barátságos mérkőzések a szezon kezdete előtt és télen.
A bajnokságban elejétől kezdve a végéig az egyik legnagyobb esélyese volt a végső győzelemre. A legnagyobb részben az Ajax állt az első helyen. Végül viszont ezen szezont is a második helyen zárták, mivel elbukták az utolsó fordulót. Története során már a 19. ezüstérmet szerezte meg az Eredivisie-ben. A kupában sem diadalmaskodtak de még a tavalyi eredményt - nyolcaddöntőt - sem érték el, mivel már a harmadik fordulóban kiestek. Nem vettek részt a Bajnokok Ligájában sem, mivel már a selejtezőben kiestek. Végül az Európa Liga csoportkörében képviselték hazájukat de onnan sem jutottak tovább, pedig csupán egy vereséget szenvedtek. Ebben a szezonban tehát semmiben nem ért el sikert a csapat. Legjobb támadójuk idén is a lengyel Arkadiusz Milik volt.
A szokásokat megtartva a szezon előtti nyáron is voltak eligazoló és érkező játékosok. Az edzői poszton maradt a holland Frank de Boer, viszont a szezon végén felmondott.
A mérkőzéseknél látható színek a következőket jelölik:
- Piros szín: győzelem
- Sárga szín: döntetlen
- Zöld szín: vereség

## Csapat

### Csapatmezek
Gyártó: Adidas /
Mezszponzor: Ziggo

### Játékoskeret
Íme az Ajax idei játékoskerete. Ezen a listán a csapat minden játékosa szerepel akik legalább 1 tétmérkőzésen pályára léptek. Akik csupán a barátságos mérkőzéseken jutottak szerephez, ők nem szerepelnek a listán. Ilyenek leginkább azok akik már a szezon első tétmérkőzése előtt eligazoltak, vagy azok a fiatalok akik a szezon közben még a fiatalcsapatokban játszottak.
A játékosok nevei után a szezonban lejátszott tétmérkőzések és a szerzett gólok számai szerepelnek.
| Mez           | Ország     | Név                      | Pozíció   | Bajnokság | Bajnokság | Kupa     | Kupa    | Szuperkupa | Szuperkupa | Európa   | Európa  | Összesen | Összesen | Szerződés vége | Szezon                   |         |         |         |         |
| Mez           | Ország     | Név                      | Pozíció   | Mérkőzés  | Gólok     | Mérkőzés | Gólok   | Mérkőzés   | Gólok      | Mérkőzés | Gólok   | Mérkőzés | Gólok    | Szerződés vége | Szezon                   |         |         |         |         |
| KAPUSOK       | KAPUSOK    | KAPUSOK                  | KAPUSOK   | KAPUSOK   | KAPUSOK   | KAPUSOK  | KAPUSOK | KAPUSOK    | KAPUSOK    | KAPUSOK  | KAPUSOK | KAPUSOK  | KAPUSOK  | KAPUSOK        | KAPUSOK                  | KAPUSOK | KAPUSOK | KAPUSOK | KAPUSOK |
| ------------- | ---------- | ------------------------ | --------- | --------- | --------- | -------- | ------- | ---------- | ---------- | -------- | ------- | -------- | -------- | -------------- | ------------------------ | ------- | ------- | ------- | ------- |
| 1             | Hollandia  | Jasper Cillessen         | K         | 33        | 0         | 1        | 0       | -          | -          | 10       | 0       | 44       | 0        | 2018           | 4.                       |         |         |         |         |
| 33            | Hollandia  | Diederik Boer            | K         | 1         | 0         | 2        | 0       | -          | -          | 0        | 0       | 3        | 0        | 2017           | 2.                       |         |         |         |         |
| VÉDŐK         |            |                          |           |           |           |          |         |            |            |          |         |          |          |                |                          |         |         |         |         |
| 2             | Hollandia  | Ricardo van Rhijn        | JH        | 12        | 0         | 1        | 0       | -          | -          | 3        | 0       | 16       | 0        | 2018           | 5.                       |         |         |         |         |
| 3             | Hollandia  | Joël Veltman             | KH        | 34        | 2         | 1        | 0       | -          | -          | 9        | 0       | 44       | 2        | 2018           | 4.                       |         |         |         |         |
| 4             | Hollandia  | Mike van der Hoorn       | KH        | 15        | 1         | 2        | 0       | -          | -          | 1        | 0       | 18       | 1        | 2017           | 3.                       |         |         |         |         |
| 5             | Hollandia  | John Heitinga            | KH        | 2         | 0         | 1        | 1       | -          | -          | 0        | 0       | 3        | 1        | 2016           | télen visszavonult       |         |         |         |         |
| 22            | Hollandia  | Jairo Riedewald          | BH        | 23        | 0         | 0        | 0       | -          | -          | 10       | 0       | 33       | 0        | 2020           | 3.                       |         |         |         |         |
| 23            | Hollandia  | Kenny Tete               | JH        | 21        | 0         | 1        | 0       | -          | -          | 9        | 0       | 31       | 0        | 2018           | 2.                       |         |         |         |         |
| 26            | Hollandia  | Nick Viergever           | BH / KH   | 17        | 0         | 1        | 0       | -          | -          | 1        | 0       | 19       | 0        | 2018           | 2.                       |         |         |         |         |
| 35            | Hollandia  | Mitchell Dijks           | BH        | 29        | 0         | 1        | 0       | -          | -          | 9        | 0       | 39       | 0        | 2018           | 2.                       |         |         |         |         |
| KÖZÉPPÁLYÁSOK |            |                          |           |           |           |          |         |            |            |          |         |          |          |                |                          |         |         |         |         |
| 6             | Hollandia  | Riechedly Bazoer         | VKP       | 29        | 5         | 2        | 0       | -          | -          | 8        | 0       | 39       | 5        | 2020           | 2.                       |         |         |         |         |
| 8             | Hollandia  | Daley Sinkgraven         | TKP       | 16        | 0         | 2        | 0       | -          | -          | 6        | 0       | 24       | 0        | 2020           | 2.                       |         |         |         |         |
| 10            | Hollandia  | Davy Klaassen            | TKP       | 31        | 13        | 0        | 0       | -          | -          | 10       | 2       | 41       | 15       | 2019           | 5.                       |         |         |         |         |
| 12            | szerb      | Nemanja Gudelj           | TKP       | 34        | 4         | 2        | 0       | -          | -          | 10       | 1       | 46       | 5        | 2020           | 1.                       |         |         |         |         |
| 25            | Dél-Afrika | Thulani Serero           | TKP / VKP | 14        | 1         | 2        | 0       | -          | -          | 3        | 0       | 19       | 1        | 2017           | 5.                       |         |         |         |         |
| 30            | Hollandia  | Donny van de Beek        | TKP       | 8         | 0         | 0        | 0       | -          | -          | 2        | 1       | 10       | 1        | 2020           | 1.                       |         |         |         |         |
| TÁMADÓK       |            |                          |           |           |           |          |         |            |            |          |         |          |          |                |                          |         |         |         |         |
| 7             | dán        | Viktor Fischer           | SZT       | 28        | 8         | 2        | 1       | -          | -          | 9        | 2       | 39       | 11       | 2017           | 4.                       |         |         |         |         |
| 9             | lengyel    | Arkadiusz Milik          | KCS       | 31        | 21        | 2        | 0       | -          | -          | 9        | 3       | 42       | 24       | 2019           | 2.                       |         |         |         |         |
| 11            | német      | Amin Younes              | SZT       | 27        | 8         | 2        | 0       | -          | -          | 6        | 0       | 35       | 8        | 2018           | 1.                       |         |         |         |         |
| 19            | francia    | Yaya Sanogo (kölcsönben) | KCS       | 3         | 0         | 0        | 0       | -          | -          | 3        | 0       | 6        | 0        | 2016           | szezon közben visszament |         |         |         |         |
| 20            | dán        | Lasse Schøne             | SZT / TKP | 24        | 4         | 2        | 0       | -          | -          | 7        | 1       | 33       | 5        | 2017           | 4.                       |         |         |         |         |
| 21            | Hollandia  | Anwar El Ghazi           | SZT       | 27        | 11        | 1        | 0       | -          | -          | 9        | 0       | 37       | 11       | 2019           | 2.                       |         |         |         |         |
| 29            | holland    | Sam Hendriks             | KCS       | 1         | 0         | 0        | 0       | -          | -          | 0        | 0       | 1        | 0        | 2017           | 1.                       |         |         |         |         |
| 31            | horvát     | Robert Murič             | SZT       | 2         | 0         | 0        | 0       | -          | -          | 0        | 0       | 2        | 0        | 2020           | 1.                       |         |         |         |         |
| 32            | cseh       | Václav Černý             | SZT       | 7         | 1         | 0        | 0       | -          | -          | 2        | 1       | 9        | 2        | 2020           | 1.                       |         |         |         |         |

MEGJEGYZÉS: A Szuperkupa oszlop ki van húzva minden játékosnál mert az Ajax nem játszott a 2015-ös döntőben.

### Vezetők
| Poszt         | Személy           |
| ------------- | ----------------- |
| Csapat elnöke | Hennie Henrichs   |
| Vezetőedző    | Frank de Boer     |
| Segédedzők    | Dennis Bergkamp   |
| Segédedzők    | Hennie Spijkerman |
| Segédedzők    | Orlando Trustfull |
| Kapusedző     | Carlo L'Ami       |

## Érkező és távozó játékosok

### Érkezők
Összesen 5 játékost igazolt le az Ajax, két védőt, két középpályást és egy támadót. Köztük van John Heitinga aki hét év után tért vissza ismét Amszterdamba és így ez lett a 8. szezonja az Ajax-ban. Az újak között még Mitchell Dijks is szerepel aki az előző nyáron igazolt el végleg az Ajaxtól a Willem Tilburgba. Ott nagyon jól játszott és ezért ismét felkeltette nevelőklubja figyelmét akik vissza is hozták. A középpályát pedig az előző szezon egyik legjobb középpályásával, a szerb Nemanja Gudelj-el erősítették meg.
A kölcsönbe érkezett Yaya Sanogo csak az őszi szezonban volt a csapat tagja, mivel január végén visszament eredeti klubjához.
| LEIGAZOLT JÁTÉKOSOK | LEIGAZOLT JÁTÉKOSOK | LEIGAZOLT JÁTÉKOSOK | LEIGAZOLT JÁTÉKOSOK      | LEIGAZOLT JÁTÉKOSOK |
| Játékos neve        | Pozíció             | Dátum               | Előző klub               | Összeg              |
| ------------------- | ------------------- | ------------------- | ------------------------ | ------------------- |
| Frenkie de Jong     | középpályás         | 2015 nyara          | Willem Tilburg           | 500 ezer €          |
| Amin Younes         | támadó              | 2015 nyara          | Borussia Mönchengladbach | 1,5 millió €        |
| Mitchell Dijks      | védő                | 2015 nyara          | Willem Tilburg           | 1 millió €          |
| John Heitinga       | védő                | 2015 nyara          | Hertha BSC               | ingyen              |
| Nemanja Gudelj      | középpályás         | 2015 nyara          | AZ Alkmaar               | 6 millió €          |

| KÖLCSÖNBE ÉRKEZETT JÁTÉKOSOK | KÖLCSÖNBE ÉRKEZETT JÁTÉKOSOK | KÖLCSÖNBE ÉRKEZETT JÁTÉKOSOK | KÖLCSÖNBE ÉRKEZETT JÁTÉKOSOK | KÖLCSÖNBE ÉRKEZETT JÁTÉKOSOK |
| Játékos neve                 | Pozíció                      | Eredeti klub                 | Kölcsönidőszak vége          |                              |
| ---------------------------- | ---------------------------- | ---------------------------- | ---------------------------- | ---------------------------- |
| Yaya Sanogo                  | középcsatár                  | Arsenal FC                   | 2016 január 30.              |                              |

### Távozók
Íme a csapat azon játékosai akik már szerepeltek az elsőcsapatban de a nyáron más csapathoz igazoltak, és a fiatal játékosok akiket kölcsönadtak más csapatnak. A kölcsönbe ment játékosok közül mindenki a szezon végéig marad a másik csapatban, kivéve Frenkie de Jong-ot és Richairo Živković-ot akiket szezon közben visszahoztak az Ajax-hoz.
| ELIGAZOLT JÁTÉKOSOK  | ELIGAZOLT JÁTÉKOSOK | ELIGAZOLT JÁTÉKOSOK | ELIGAZOLT JÁTÉKOSOK | ELIGAZOLT JÁTÉKOSOK |
| Játékos neve         | Pozíció             | Dátum               | Következő klub      | Összeg              |
| -------------------- | ------------------- | ------------------- | ------------------- | ------------------- |
| Mickey van der Hart  | kapus               | 2015 nyara          | PEC Zwolle          | ingyen              |
| Ricardo Kishna       | szélső              | 2015 nyara          | Lazio Roma          | 4 millió €          |
| Kolbeinn Sigthórsson | csatár              | 2015 nyara          | FC Nantes           | 3 millió €          |
| Niklas Moisander     | védő                | 2015 nyara          | UC Sampdoria        | ingyen              |

| KÖLCSÖNBE ADOTT JÁTÉKOSOK | KÖLCSÖNBE ADOTT JÁTÉKOSOK | KÖLCSÖNBE ADOTT JÁTÉKOSOK | KÖLCSÖNBE ADOTT JÁTÉKOSOK | KÖLCSÖNBE ADOTT JÁTÉKOSOK |
| Játékos neve              | Pozíció                   | Jelenlegi klub            | Kölcsönidőszak vége       |                           |
| ------------------------- | ------------------------- | ------------------------- | ------------------------- | ------------------------- |
| Richairo Živković         | csatár                    | Willem Tilburg            | 2016. február 1.          |                           |
| Frenkie de Jong           | középpályás               | Willem Tilburg            | 2016. január 1.           |                           |
| Zakaria El Azzouzi        | középcsatár               | Twente Enschede           | 2016. július 1.           |                           |
| Peter Leeuwenburgh        | kapus                     | FC Dordrecht              | 2016. július 1.           |                           |
| Lucas Andersen            | középpályás               | Willem Tilburg            | 2016. július 1.           |                           |
| Ruben Ligeon              | védő                      | FC Utrecht                | 2016. július 1.           |                           |
| Lesley de Sa              | szélső                    | Willem Tilburg            | 2016. július 1.           |                           |
| Sheraldo Becker           | szélső                    | PEC Zwolle                | 2016. július 1.           |                           |
| Queensy Menig             | szélső                    | PEC Zwolle                | 2016. július 1.           |                           |
| Xavier Mous               | kapus                     | FC Oss                    | 2016. július 1.           |                           |
| Lerin Duarte              | középpályás               | NAC Breda                 | 2016. július 1.           |                           |

## Felkészülési mérkőzések

### Nyári felkészülés
| 2015. július 4. 16:00 |

| AFC Ajax                                | 2 – 2               | Dinamo Moszkva             |
| --------------------------------------- | ------------------- | -------------------------- |
| Kuzmin 18' (öngól) Riechedly Bazoer 58' | (1 – 1) Jegyzőkönyv | Sosnin 30' Yann M'Vila 83' |

| Sportplatz Kematen, Kematen |

| 2015. július 10. 16:30 |

| AFC Ajax         | 1 - 3               | FC Nordsjælland                |
| ---------------- | ------------------- | ------------------------------ |
| Danny Bakker 80' | (0 - 2) Jegyzőkönyv | Ingvartsen 7' Karlsson 16' 65' |

| De Boshoek, Hardenberg |

| 2015. július 10. 19:30 |

| AFC Ajax                               | 2 - 0               | Panathinaikósz |
| -------------------------------------- | ------------------- | -------------- |
| Arkadiusz Milik 33' Anwar El Ghazi 87' | (1 - 0) Jegyzőkönyv |                |

| De Wachtelenberg, Epe |

| 2015. július 17. 19:00 |

| AFC Ajax          | 1 - 1               | VfL Wolfsburg       |
| ----------------- | ------------------- | ------------------- |
| Davy Klaassen 67' | (0 - 0) Jegyzőkönyv | Kevin De Bruyne 68' |

| Amsterdam ArenA, Amszterdam Nézőszám: 49.000 Játékvezető: Danny Makkelie (holland) |

| 2015. július 22. 19:30 |

| AS Saint-Étienne   | 1 - 0               | AFC Ajax |
| ------------------ | ------------------- | -------- |
| Jonathan Bamba 85' | (0 - 0) Jegyzőkönyv |          |

| Stade George Pompidou, Valence Játékvezető: Wilfried Bien (francia) |

### Téli felkészülés
| 2016. január 9. 18:15 |

| AFC Ajax                  | 3 - 1               | HSV Hamburg |
| ------------------------- | ------------------- | ----------- |
| Milik 22' 66' Fischer 48' | (1 - 0) Jegyzőkönyv | Hunt 80'    |

| Gloria Sports Arena, Belek |

## Tétmérkőzések
Íme az Ajax idei tétmérkőzéseinek listája

### Eredivisie
| 1. forduló 2015. augusztus 9. 12:30 |

| AZ Alkmaar  | 0 - 3               | AFC Ajax                                                   |
| ----------- | ------------------- | ---------------------------------------------------------- |
| Overeem 66' | (0 - 3) Jegyzőkönyv | El Ghazi 14' 38' 33' Gudelj 40' Klaassen 69' Riedewald 90' |

| AFAS-Stadion, Alkmaar Nézőszám: 16.673 Játékvezető: Björn Kuipers (holland) |

| 2. forduló 2015. augusztus 15. 19:45 |

| AFC Ajax                     | 3 - 0               | Willem Tilburg |
| ---------------------------- | ------------------- | -------------- |
| Milik 18' El Ghazi 67' 90+1' | (3 - 0) Jegyzőkönyv |                |

| Amsterdam ArenA, Amszterdam Nézőszám: 48.494 Játékvezető: Bas Nijhuis (holland) |

| 3. forduló 2015. augusztus 23. 14:30 |

| NEC Nijmegen  | 0 - 2               | AFC Ajax                                             |
| ------------- | ------------------- | ---------------------------------------------------- |
| Todd Kane 35' | (0 - 0) Jegyzőkönyv | Milik 48' Rens van Eijden 86' (öngól) Sinkgraven 79' |

| Goffertstadion, Nijmegen Nézőszám: 12.321 Játékvezető: Dennis Higler (holland) |

| 4. forduló 2015. augusztus 30. 12:30 |

| AFC Ajax                                  | 4 - 0               | ADO Den Haag               |
| ----------------------------------------- | ------------------- | -------------------------- |
| El Ghazi 16' 74' Klaassen 20' Veltman 58' | (2 - 0) Jegyzőkönyv | Alberg 34' Beugelsdijk 83' |

| Amsterdam ArenA, Amszterdam Nézőszám: 43.578 Játékvezető: Danny Makkelie (holland) |

| 5. forduló 2015. szeptember 12. 19:45 |

| Twente Enschede                                                                | 2 - 2               | AFC Ajax                                                         |
| ------------------------------------------------------------------------------ | ------------------- | ---------------------------------------------------------------- |
| Gutiérrez 20' Zíjes 51' (11-esből) Ede 16' Mokotjo 62' Olaitan 71' Drommel 81' | (1 - 0) Jegyzőkönyv | Fischer 65' Gudelj 82' (11-esből) 51' Viergever 17' El Ghazi 59' |

| Grolsch Veste, Enschede Nézőszám: 29.000 Játékvezető: Pol van Boekel (holland) |

| 6. forduló 2015. szeptember 20. 14:30 |

| Excelsior                    | 0 - 2               | AFC Ajax                             |
| ---------------------------- | ------------------- | ------------------------------------ |
| Mattheij 54' Hasselbaink 61' | (0 - 2) Jegyzőkönyv | El Ghazi 34' Milik 42' Riedewald 58' |

| Woudestein, Rotterdam Nézőszám: 3.750 Játékvezető: Kevin Blom (holland) |

| 7. forduló 2015. szeptember 26. 19:45 |

| AFC Ajax               | 2 - 0               | FC Groningen |
| ---------------------- | ------------------- | ------------ |
| Gudelj 23' Fischer 80' | (1 - 0) Jegyzőkönyv | Bacuna 85'   |

| Amsterdam ArenA, Amszterdam Nézőszám: 45.676 Játékvezető: Richard Liesveld (holland) |

| 8. forduló 2015. október 4. 14:30 |

| AFC Ajax                                  | 1 - 2               | PSV Eindhoven                                         |
| ----------------------------------------- | ------------------- | ----------------------------------------------------- |
| Younes 10' Tete 51' Veltman 65' Dijks 88' | (1 - 1) Jegyzőkönyv | Pereiro 7' 79' 90' Bruma 17' Guardado 29' Locadia 55' |

| Amsterdam ArenA, Amszterdam Nézőszám: 51.154 Játékvezető: Bas Nijhuis (holland) |

| 9. forduló 2015. október 17. 19:45 |

| Heracles Almelo                    | 0 - 2               | AFC Ajax                              |
| ---------------------------------- | ------------------- | ------------------------------------- |
| Pelupessy 58' Wierik 62' Bruns 69' | (0 - 2) Jegyzőkönyv | El Ghazi 14' Gudelj 22' 74' Dijks 79' |

| Polman Stadion, Almelo Nézőszám: 12.080 Játékvezető: Kevin Blom (holland) |

| 10. forduló 2015. október 25. 14:30 |

| Vitesse Arnhem                                                       | 1 - 3               | AFC Ajax                                              |
| -------------------------------------------------------------------- | ------------------- | ----------------------------------------------------- |
| Qazaishvili 54' Nakamba 46' Van der Werff 61' Leerdam 71' Ibarra 90' | (0 - 0) Jegyzőkönyv | Fischer 71' Bazoer 73' Schöne 86' Gudelj 1' Dikjs 39' |

| GelreDome, Arnhem Nézőszám: 21.163 Játékvezető: Richard Liesveld (holland) |

| 11. forduló 2015. október 31. 19:45 |

| AFC Ajax                                     | 6 - 0               | Roda Kerkrade |
| -------------------------------------------- | ------------------- | ------------- |
| Fischer 4' 59' Milik 6' 73' Klaassen 26' 87' | (3 - 0) Jegyzőkönyv | Griffiths 32' |

| Amsterdam ArenA, Amszterdam Nézőszám: 50.681 Játékvezető: Björn Kuipers (holland) |

| 12. forduló 2015. november 8. 14:30 |

| Feyenoord                                                 | 1 - 1               | AFC Ajax                                                       |
| --------------------------------------------------------- | ------------------- | -------------------------------------------------------------- |
| Van Beek 38' Elia 52' Kuyt 57' Karsdorp 60' El Ahmadi 64' | (1 - 0) Jegyzőkönyv | Klaassen 59' 63' Riedewald 37' Tete 52' Veltman 61' Gudelj 90' |

| De Kuip, Rotterdam Nézőszám: 47.500 Játékvezető: Bas Nijhuis (holland) |

| 13. forduló 2015. november 21. 19:45 |

| AFC Ajax                                          | 5-1               | SC Cambuur        |
| ------------------------------------------------- | ----------------- | ----------------- |
| Veltman 25' Milik 29' Klaassen 38' 45' Younes 61' | (4-1) Jegyzőkönyv | Van de Streek 27' |

| Amsterdam ArenA, Amszterdam Nézőszám: 47.932 Játékvezető: Ed Janssen (holland) |

| 14. forduló 2015. november 29. 14:30 |

| PEC Zwolle                  | 0-2               | AFC Ajax                            |
| --------------------------- | ----------------- | ----------------------------------- |
| Marcellis 34' Sainsbury 78' | (0-1) Jegyzőkönyv | Younes 37' Serero 86' Riedewald 54' |

| IJsseldeltastadion, Zwolle Nézőszám: 12.500 Játékvezető: Kevin Blom (holland) |

| 15. forduló 2015. december 5. 20:45 |

| AFC Ajax                                          | 5-2               | SC Heerenveen               |
| ------------------------------------------------- | ----------------- | --------------------------- |
| Fischer 12' 54' Milik 23' Younes 28' Klaassen 73' | (3-0) Jegyzőkönyv | Te Vrede 48' 79' Otigba 57' |

| Amsterdam ArenA, Amszterdam Nézőszám: 47.544 Játékvezető: Danny Makkelie (holland) |

| 16. forduló 2015. december 13. 12:30 |

| FC Utrecht                   | 1-0               | AFC Ajax  |
| ---------------------------- | ----------------- | --------- |
| Ayoub 87' Ludwig 84' Kum 85' | (0-0) Jegyzőkönyv | Milik 68' |

| Stadion Galgenwaard, Utrecht Nézőszám: 14.100 Játékvezető: Serdar Gözübüyük (holland) |

| 17. forduló 2015. december 20. 16:45 |

| AFC Ajax                 | 2-1               | De Graafschap                        |
| ------------------------ | ----------------- | ------------------------------------ |
| Milik 26' Bazoer 70' 84' | (1-1) Jegyzőkönyv | Vida Krisztián 38' 49' Tesselaar 47' |

| Amsterdam ArenA, Amszterdam Nézőszám: 50.882 Játékvezető: Richard Liesveld (holland) |

| 18. forduló 2016. január 17. 12:30 |

| ADO Den Haag                        | 0-1               | AFC Ajax              |
| ----------------------------------- | ----------------- | --------------------- |
| Schaken 56' Havenaar 77' Bakker 85' | (0-1) Jegyzőkönyv | Younes 21' Bazoer 44' |

| Kyocera Stadion, Hága Nézőszám: 14.561 Játékvezető: Pol van Boekel (holland) |

| 19. forduló 2016. január 23. 19:45 |

| AFC Ajax                | 1-0               | Vitesse Arnhem    |
| ----------------------- | ----------------- | ----------------- |
| Bazoer 1' Riedewald 70' | (1-0) Jegyzőkönyv | Ota 10' Yeini 12' |

| Amsterdam ArenA, Amszterdam Nézőszám: 48.533 Játékvezető: Björn Kuipers (holland) |

| 20. forduló 2016. január 26. 20:45 |

| AFC Ajax | 0-0               | Heracles Almelo |
| -------- | ----------------- | --------------- |
|          | (0-0) Jegyzőkönyv | Droste 78'      |

| Amsterdam ArenA, Amszterdam Nézőszám: 44.517 Játékvezető: Dennis Higler (holland) |

| 21. forduló 2016. január 31. 12:30 |

| Roda Kerkrade         | 2-2               | AFC Ajax                                       |
| --------------------- | ----------------- | ---------------------------------------------- |
| Poepon 35' Ngombo 92' | (1-2) Jegyzőkönyv | Milik 27' El Ghazi 29' Bazoer 59' Klaassen 67' |

| Parkstad Limburg Stadion, Kerkrade Nézőszám: 17.469 Játékvezető: Serdar Gözübüyük (holland) |

| 22. forduló 2016. február 7. 12:30 |

| AFC Ajax                                                 | 2-1               | Feyenoord                                 |
| -------------------------------------------------------- | ----------------- | ----------------------------------------- |
| Younes 21' Bazoer 65' 47' Schöne 3' Viergever 60' Gudelj | (1-1) Jegyzőkönyv | Toornstra 13' Başaçıkoğlu 62' Vermeer 67' |

| Amsterdam ArenA, Amszterdam Nézőszám: 51.875 Játékvezető: Kevin Blom (holland) |

| 23. forduló 2016. február 14. 12:30 |

| FC Groningen                    | 1-2               | AFC Ajax                                                          |
| ------------------------------- | ----------------- | ----------------------------------------------------------------- |
| Hoesen 93' Payne 40' Rusnák 52' | (0-0) Jegyzőkönyv | El Ghazi 59' Schöne 69' (11-esből) Klaassen 30' Van der Hoorn 70′ |

| Euroborg, Groningen Nézőszám: 22.500 Játékvezető: Richard Liesveld (holland) |

| 24. forduló 2016. február 21. 14:30 |

| AFC Ajax                   | 3-0               | Excelsior   |
| -------------------------- | ----------------- | ----------- |
| Milik 41' 55' Klaassen 85' | (1-0) Jegyzőkönyv | Kuipers 19' |

| Amsterdam ArenA, Amszterdam Nézőszám: 48.800 Játékvezető: Dennis Higler (holland) |

| 25. forduló 2016. február 28. 16:45 |

| AFC Ajax                                    | 4-1               | AZ Alkmaar                              |
| ------------------------------------------- | ----------------- | --------------------------------------- |
| Milik 14' 90' Klaassen 28' 53' El Ghazi 54′ | (2-0) Jegyzőkönyv | Janssen 65' Rienstra 42' Dos Santos 87' |

| Amsterdam ArenA, Amszterdam Nézőszám: 51.313 Játékvezető: Serdar Gözübüyük (holland) |

| 26. forduló 2016. március 6. 14:30 |

| Willem Tilburg | 0-4               | AFC Ajax                                                           |
| -------------- | ----------------- | ------------------------------------------------------------------ |
| Achenteh 50'   | (0-1) Jegyzőkönyv | Milik 42' Bazoer 52' Schöne 60' Klaassen 65' Veltman 42' Dijks 55' |

| Koning Willem II Stadion, Tilburg Nézőszám: 14.500 Játékvezető: Danny Makkelie (holland) |

| 27. forduló 2016. március 13. 16:45 |

| AFC Ajax                         | 2-2               | NEC Nijmegen        |
| -------------------------------- | ----------------- | ------------------- |
| Milik 16' Van Eijden 51' (öngól) | (1-1) Jegyzőkönyv | Foor 19' Santos 82' |

| Amsterdam ArenA, Amszterdam Nézőszám: 50.168 Játékvezető: Pol van Boekel (holland) |

| 28. forduló 2016. március 20. 16:45 |

| PSV Eindhoven                                   | 0-2               | AFC Ajax                          |
| ----------------------------------------------- | ----------------- | --------------------------------- |
| Guardado 22' Willems 26' Hendrix 86' Moreno 87' | (0-1) Jegyzőkönyv | Milik 2' El Ghazi 76' Veltman 39' |

| Philips Stadion, Eindhoven Nézőszám: 35.000 Játékvezető: Björn Kuipers (holland) |

| 29. forduló 2016. április 3. 16:45 |

| AFC Ajax                | 3-0               | PEC Zwolle |
| ----------------------- | ----------------- | ---------- |
| Schöne 2' Milik 29' 40' | (3-0) Jegyzőkönyv |            |

| Amsterdam ArenA, Amszterdam Nézőszám: 51.862 Játékvezető: Kevin Blom (holland) |

| 30. forduló 2016. április 9. 19:45 |

| SC Cambuur              | 0-1               | AFC Ajax                   |
| ----------------------- | ----------------- | -------------------------- |
| Bakker 36' Van Veen 90' | (0-0) Jegyzőkönyv | Klaassen 61' Viergever 76' |

| Cambuurstadion, Cambuur Nézőszám: 10.000 Játékvezető: Pieter Vink (holland) |

| 31. forduló 2016. április 17. 12:30 |

| AFC Ajax                                            | 2-2               | FC Utrecht                                                    |
| --------------------------------------------------- | ----------------- | ------------------------------------------------------------- |
| Klaassen 86' Milik 89' (11-esből) Van der Hoorn 81' | (0-0) Jegyzőkönyv | Barazite 56' Joosten 84' Ligeon 34' Ramselaar 64' Janssen 88' |

| Amsterdam ArenA, Amszterdam Nézőszám: 51.678 Játékvezető: Danny Makkelie (holland) |

| 32. forduló 2016. április 20. 20:45 |

| SC Heerenveen    | 0-2               | AFC Ajax                           |
| ---------------- | ----------------- | ---------------------------------- |
| Van den Berg 82' | (0-0) Jegyzőkönyv | Milik 58' (11-esből) 64' Dijks 88' |

| Abe Lenstra Stadion, Heerenveen Nézőszám: 25.950 Játékvezető: Serdar Gözübüyük (holland) |

| 33. forduló 2016. május 1. 14:30 |

| AFC Ajax                                                         | 4-0               | Twente Enschede      |
| ---------------------------------------------------------------- | ----------------- | -------------------- |
| Černý 37' Van der Hoorn 79' Fischer 83' Younes 86' Viergever 43' | (1-0) Jegyzőkönyv | Bijen 68' Ziyech 69' |

| Amsterdam ArenA, Amszterdam Nézőszám: 51.727 Játékvezető: Kevin Blom (holland) |

| 34. forduló 2016. május 8. 14:30 |

| De Graafschap                      | 1-1               | AFC Ajax   |
| ---------------------------------- | ----------------- | ---------- |
| Smeets 55' Straalman 77' Tarfi 89' | (0-1) Jegyzőkönyv | Younes 16' |

| De Vijverberg, Doetinchem Nézőszám: 12.600 Játékvezető: Björn Kuipers (holland) |

#### A 2015/2016-os Eredivisie első 8 helyezettje
| H  | Csapat                | M  | Gy | D | V  | GA    | Gk  | Pt | 2016/17-os kupaindulás |
| -- | --------------------- | -- | -- | - | -- | ----- | --- | -- | ---------------------- |
| 1. | PSV Eindhoven         | 34 | 26 | 6 | 2  | 88:32 | +56 | 84 | BL-csoportkör          |
| 2. | AFC Ajax              | 34 | 25 | 7 | 2  | 81:21 | +60 | 82 | BL 3.selejtezőkör      |
| 3. | Feyenoord Kupagyőztes | 34 | 19 | 6 | 9  | 62:40 | +22 | 63 | EL-csoportkör          |
| 4. | AZ Alkmaar            | 34 | 18 | 5 | 11 | 70:53 | +17 | 59 | EL-rájátszás           |
| 5. | FC Utrecht            | 34 | 15 | 8 | 11 | 57:48 | +9  | 53 | Play Off EL-heyért     |
| 6. | Heracles Almelo       | 34 | 14 | 9 | 11 | 47:49 | -2  | 51 | Play Off EL-heyért     |
| 7. | FC Groningen          | 34 | 14 | 8 | 12 | 41:48 | -7  | 50 | Play Off EL-heyért     |
| 8. | PEC Zwolle            | 34 | 14 | 6 | 14 | 56:54 | +2  | 48 | Play Off EL-heyért     |

#### Bajnoki statisztika
| Fordulók                        | 1  | 2  | 3  | 4  | 5  | 6  | 7  | 8  | 9  | 10 | 11 | 12 | 13 | 14 | 15 | 16 | 17 | 18 | 19 | 20 | 21 | 22 | 23 | 24 | 25 | 26 | 27 | 28 | 29 | 30 | 31 | 32 | 33 | 34 | Összesen |
| ------------------------------- | -- | -- | -- | -- | -- | -- | -- | -- | -- | -- | -- | -- | -- | -- | -- | -- | -- | -- | -- | -- | -- | -- | -- | -- | -- | -- | -- | -- | -- | -- | -- | -- | -- | -- | -------- |
| Fordulónként megszerzett pontok | 3  | 3  | 3  | 3  | 1  | 3  | 3  | 0  | 3  | 3  | 3  | 1  | 3  | 3  | 3  | 0  | 3  | 3  | 3  | 1  | 1  | 3  | 3  | 3  | 3  | 3  | 1  | 3  | 3  | 3  | 1  | 3  | 3  | 1  | 82       |
| Összpontszám növekedése         | 3  | 6  | 9  | 12 | 13 | 16 | 19 | 19 | 22 | 25 | 28 | 29 | 32 | 35 | 38 | 38 | 41 | 44 | 47 | 48 | 49 | 52 | 55 | 58 | 61 | 64 | 65 | 68 | 71 | 74 | 75 | 78 | 81 | 82 | 82       |
| Helyezés a tabellán             | 1. | 1. | 1. | 1. | 1. | 1. | 1. | 1. | 1. | 1. | 1. | 1. | 1. | 1. | 1. | 1. | 1. | 1. | 1. | 1. | 2. | 2. | 2. | 2. | 2. | 2. | 2. | 1. | 1. | 1. | 1. | 1. | 1. | 2. | 2.       |
| Lőtt gólok fordulónként         | 3  | 3  | 2  | 4  | 2  | 2  | 2  | 1  | 2  | 3  | 6  | 1  | 5  | 2  | 5  | 0  | 2  | 1  | 1  | 0  | 2  | 2  | 2  | 3  | 4  | 4  | 2  | 2  | 3  | 1  | 2  | 2  | 4  | 1  | 81       |
| Kapott gólok fordulónként       | 0  | 0  | 0  | 0  | 2  | 0  | 0  | 2  | 0  | 1  | 0  | 1  | 1  | 0  | 2  | 1  | 1  | 0  | 0  | 0  | 2  | 1  | 1  | 0  | 1  | 0  | 2  | 0  | 0  | 0  | 2  | 0  | 0  | 1  | 21       |
| Sárga lapok fordulónként        | 3  | 0  | 1  | 0  | 3  | 1  | 0  | 3  | 2  | 2  | 0  | 5  | 0  | 1  | 0  | 1  | 1  | 1  | 1  | 0  | 2  | 3  | 3  | 0  | 2  | 2  | 0  | 1  | 0  | 1  | 1  | 1  | 1  | 0  | 42       |
| Piros lapok fordulónként        | 0  | 0  | 0  | 0  | 0  | 0  | 0  | 0  | 0  | 0  | 0  | 0  | 0  | 0  | 0  | 0  | 0  | 0  | 0  | 0  | 0  | 0  | 1  | 0  | 1  | 0  | 0  | 0  | 0  | 0  | 0  | 0  | 0  | 0  | 2        |

### Holland Kupa

#### 2. forduló
| 2015. szeptember 23. 20:45 |

| AFC Ajax                               | 2 - 0               | De Graafschap |
| -------------------------------------- | ------------------- | ------------- |
| Fischer 41' Heitinga 85' Van Rhijn 87' | (1 - 0) Jegyzőkönyv | Lammers 14'   |

| Amsterdam ArenA, Amszterdam Nézőszám: 24.738 Játékvezető: Jochem Kamphuis (holland) |

#### 3. forduló
| 2015. október 28. 19:45 |

| Feyenoord                                             | 1 - 0               | AFC Ajax                     |
| ----------------------------------------------------- | ------------------- | ---------------------------- |
| Veltman 90+4' (öngól) Sven van Beek 80' El Ahmadi 89' | (0 - 0) Jegyzőkönyv | Younes 80' Van der Hoorn 81' |

| De Kuip, Rotterdam Nézőszám: 47.500 Játékvezető: Pol van Boekel (holland) |

### Bajnokok Ligája

#### 3. selejtezőkör
| 2015. július 29. 21:05 |

| Rapid Wien                                  | 2 - 2               | AFC Ajax                         |
| ------------------------------------------- | ------------------- | -------------------------------- |
| Nijland 48' Berić 76' Petsos 42' Schwab 59′ | (0 - 2) Jegyzőkönyv | Klaassen 25' 43' 71' Veltman 76' |

| Ernst Happel Stadion, Bécs Nézőszám: 43.200 Játékvezető: William Collum (skót) |

| 2015. augusztus 4. 20:15 |

| AFC Ajax                      | 2 - 3               | Rapid Wien                                   |
| ----------------------------- | ------------------- | -------------------------------------------- |
| Milik 52' Gudelj 75' Tete 82' | (0 - 2) Jegyzőkönyv | Berić 12' Schaub 39' 77' Auer 54' Novota 71' |

| Amsterdam ArenA, Amszterdam Nézőszám: 53.000 Játékvezető: Ivan Kružliak (szlovák) |

### Európa Liga

#### Rájátszás
| 2015. augusztus 20. 19:00 |

| AFC Ajax                      | 1 - 0               | FC Jablonec |
| ----------------------------- | ------------------- | ----------- |
| Milik 53' (11-esből) Tete 50' | (0 - 0) Jegyzőkönyv | Beneš 53'   |

| Amsterdam ArenA, Amszterdam Nézőszám: 30.898 Játékvezető: Tony Chapron (francia) |

| 2015. augusztus 27. 18:00 |

| FC Jablonec                       | 0 - 0               | AFC Ajax                                    |
| --------------------------------- | ------------------- | ------------------------------------------- |
| Crnkić 16' Greguš 42' Trávník 90' | (0 - 0) Jegyzőkönyv | Milik 4' Bazoer 33' Bazoer 59′ El Ghazi 86' |

| Chance Arena, Jablonec nad Nisou Nézőszám: 6.040 Játékvezető: Kenn Hansen (dán) |

#### Csoportmérkőzések
| 2015. szeptember 17. 19:00 |

| AFC Ajax                          | 2 - 2               | Celtic Glasgow                                      |
| --------------------------------- | ------------------- | --------------------------------------------------- |
| Fischer 25' Schöne 84' Serero 89' | (1 - 2) Jegyzőkönyv | Bitton 8' Lustig 42' 64' Johansen 68' Izaguirre 74′ |

| Amsterdam ArenA, Amszterdam Nézőszám: 47.455 Játékvezető: Luca Banti (olasz) |

| 2015. október 1. 21:05 |

| Molde FK              | 1 - 1               | AFC Ajax                                                 |
| --------------------- | ------------------- | -------------------------------------------------------- |
| Hestad 7' Høiland 27' | (1 - 1) Jegyzőkönyv | Fischer 18' Tete 9' Veltman 40' Riedewald 79' Gudelj 90' |

| Aker Stadion, Molde Nézőszám: 8.500 Játékvezető: Paweł Raczkowski (lengyel) |

| 2015. október 22. 21:05 |

| Fenerbahce                    | 1-0               | AFC Ajax                         |
| ----------------------------- | ----------------- | -------------------------------- |
| Fernandão 89' Caner Erkin 65' | (0-0) Jegyzőkönyv | Van Rhijn 24' Dijks 71' Tete 90' |

| Şükrü Saracoğlu Stadion, Isztambul Nézőszám: 35.292 Játékvezető: David Fernández Borbalán (spanyol) |

| 2015. november 5. 19:00 |

| AFC Ajax   | 0 - 0               | Fenerbahce        |
| ---------- | ------------------- | ----------------- |
| Gudelj 19' | (0 - 0) Jegyzőkönyv | Kjær 15' Nani 45' |

| Amsterdam ArenA, Amszterdam Nézőszám: 48.990 Játékvezető: Liran Liany (izraeli) |

| 2015. november 26. 21:05 |

| Celtic Glasgow        | 1-2               | AFC Ajax                     |
| --------------------- | ----------------- | ---------------------------- |
| McGregor 4' Allan 80' | (1-1) Jegyzőkönyv | Milik 22' Černy 88' Tete 78' |

| Celtic Park, Glasgow Nézőszám: 44.118 Játékvezető: Felix Zwayer (német) |

| 2015. december 10. 19:00 |

| AFC Ajax                                                        | 1-1               | Molde FK                  |
| --------------------------------------------------------------- | ----------------- | ------------------------- |
| Van de Beek 14' Klaassen 70' Milik 70' Riedewald 90' Gudelj 90′ | (1-1) Jegyzőkönyv | Singh 29' Gulbrandsen 90' |

| Amsterdam ArenA, Amszterdam Nézőszám: 48.401 Játékvezető: Evgen Aranovskiy (ukrán) |

- Az A-csoport végeredménye

| Csapat         | M | Gy | D | V | G+ | G– | Gk | P  |
| -------------- | - | -- | - | - | -- | -- | -- | -- |
| Molde FK       | 6 | 3  | 2 | 1 | 10 | 7  | +3 | 11 |
| Fenerbahce     | 6 | 2  | 3 | 1 | 7  | 6  | +1 | 9  |
| AFC Ajax       | 6 | 1  | 4 | 1 | 6  | 6  | 0  | 7  |
| Celtic Glasgow | 6 | 0  | 3 | 3 | 8  | 12 | –4 | 3  |

## Sajátnevelések első tétmérkőzése a felnőttcsapatban
A táblázatban azon fiatal játékosok szerepelnek akik az előző 3 évben az Ajax-akadémiáján képezték magukat és közben a fiatalcsapatokat (Ajax A1 vagy Jong Ajax) erősítették. Ebben a szezonban pedig bemutatkoztak a felnőttcsapatban már tétmérkőzésen is.
| Mez | Név               | Pozíció | Szezon | Előző klub | Debütálás tétmérkőzésen | Debütálás tétmérkőzésen   | Debütálás tétmérkőzésen | Debütálás tétmérkőzésen | Debütálás tétmérkőzésen |
| Mez | Név               | Pozíció | Szezon | Előző klub | Dátum                   | Első tétmérkőzés          | Mérkőzés tipusa         | Gól                     | Életkor                 |
| --- | ----------------- | ------- | ------ | ---------- | ----------------------- | ------------------------- | ----------------------- | ----------------------- | ----------------------- |
| 32  | Václav Černý      | SZT     | 1.     | Jong Ajax  | 2015. aug. 15.          | Ajax - Willem Tilburg 3:0 | Eredivisie              | -                       | 17 év 302 nap           |
| 30  | Donny van de Beek | TKP     | 1.     | Jong Ajax  | 2015. nov. 26.          | Celtic Glasgow - Ajax 1:2 | EL-csoportkör           | -                       | 18 év 222 nap           |

## Díjazottak

### Csapaton belül
Csapaton belül is kiosztották a díjakat, amiket már régóta kapnak a legjobb játékosok. Ebben a szezonban is a kapus Jasper Cillessen lett az Év játékosa, ahogy tavaly is. Így ő lett a csapat második olyan játékosa aki kétszer egymás után megkapta ezt a díjat.
- Rinus Michels - díj (Év Játékosa):  Jasper Cillessen
- Marco van Basten - díj (Év Tehetsége):  Riechedly Bazoer
- Sjaak Swart - díj (Jövő Tehetsége):  Mathijs de Ligt

### Bajnokságban
Ebben a szezonban egy Ajax-játékos érdemelte ki a bajnokság díját, amit a legjobbnak adnak. Ez a játékos a csapatkapitány - Davy Klaassen - lett.
- A szezon legjobb játékosa:  Davy Klaassen

## Mérkőzés statisztika
Minden mérkőzés a rendes játékidőben elért eredmények alapján van besorolva, de a hosszabbításban lőtt gólok is be vannak írva. Ebben a szezonban nem volt olyan mérkőzése az Ajax-nak amely hosszabbítás után dőlt volna el.
| Tipus           | Mérkőzés | Győzelem | Döntetlen | Vereség | Lőtt gólok | Kapott gólok | Gólkülönbség |
| --------------- | -------- | -------- | --------- | ------- | ---------- | ------------ | ------------ |
| Eredivisie      | 34       | 25       | 7         | 2       | 81         | 21           | +60          |
| Holland - kupa  | 2        | 1        | 0         | 1       | 2          | 1            | +1           |
| BL - selejtező  | 2        | 0        | 1         | 1       | 4          | 5            | -1           |
| EL - selejtező  | 2        | 1        | 1         | 0       | 1          | 0            | +1           |
| EL - csoportkör | 6        | 1        | 4         | 1       | 6          | 6            | 0            |
| ÖSSZESEN        | 46       | 28       | 13        | 5       | 94         | 33           | +61          |

## Csapat statisztika
Íme néhány érdekes statisztikai adat, amelyek a szezonban lejátszott 46 tétmérkőzés alatt jöttek össze.
ÁLTALÁNOS
- KAPOTT GÓLOK NÉLKÜLI MÉRKŐZÉSEK SZÁMA: 23
- LEGNAGYOBB ARÁNYÚ GYŐZELEM: 6:0 Ajax-Roda Kerkrade (bajnokság)
- LEGNAGYOBB ARÁNYÚ VERESÉG: mind az 5 vereség 1 gólos volt

SOROZATOK
- LEGHOSSZABB VERETLEN SOROZAT: 18 mérkőzés (2015. december 20. - 2016. május 8.)
- LEGHOSSZABB GYŐZELMI SOROZAT: 5 mérkőzés (2016. február 7. - március 6.)
- LEGHOSSZABB NYERETLEN SOROZAT: 2 mérkőzés
- LEGHOSSZABB KAPOTT GÓL NÉLKÜLI SOROZAT: 6 mérkőzés (2015. augusztus 9. - augusztus 30.)
- LEGHOSSZABB GÓLSZERZŐ SOROZAT: 9 mérkőzés (2015. augusztus 30. - október 17.)
- LEGHOSSZABB RÚGOTT GÓL NÉLKÜLI SOROZAT: 1 mérkőzés (6 alkalommal)

LEGTÖBB / LEGKEVESEBB
- LEGTÖBB GÓL EGY MÉRKŐZÉSEN: 5:2 Ajax-Heerenveen (bajnokság)
- LEGTÖBB LŐTT GÓL EGY MÉRKŐZÉSEN: 6:0 Ajax-Roda Kerkrade (bajnokság)
- LEGTÖBB LAP EGY MÉRKŐZÉSEN: 5 Feyenoord-Ajax (bajnokság)
- LEGTÖBB NÉZŐ HAZAI BAJNOKI MÉRKŐZÉSEN: 51.875 Ajax-Feyenoord
- LEGTÖBB NÉZŐ HAZAI TÉTMÉRKŐZÉSEN: 53.000 Ajax-Rapid Wien (BL-selejtező)
- LEGKEVESEBB NÉZŐ HAZAI BAJNOKI MÉRKŐZÉSEN: 43.578 Ajax-ADO Den Haag
- LEGKEVESEBB NÉZŐ HAZAI TÉTMÉRKŐZÉSEN: 34.738 Ajax-De Graafschap (kupa)

## Játékos statisztikák

### Góllövőlista
Akárcsak a tavalyi szezonban, úgy ebben is a csapat lengyel csatára, Arkadiusz Milik lett a csapaton belüli gólkirály. A 2009-2010-es szezon óta ő lett az első Ajax-játékos, aki a bajnokságban elérte a 20 gólt. A bajnokságban és az összes tétmérkőzésen is ő lőtte a legtöbb gólt a csapaton belül.
| No. | Játékos            | Bajnokság | Kupa            | Bajnokok Ligája | Európa Liga | ÖSSZESEN |   |   |    |
| --- | ------------------ | --------- | --------------- | --------------- | ----------- | -------- | - | - | -- |
| No. | Játékos            | 01.       | Arkadiusz Milik | 21              | 0           | ÖSSZESEN | 1 | 2 | 24 |
| 02. | Davy Klaassen      | 13        | 0               | 2               | 0           | 15       |   |   |    |
| 03. | Anwar El Ghazi     | 11        | 0               | 0               | 0           | 11       |   |   |    |
| -   | Viktor Fischer     | 8         | 1               | 0               | 2           | 11       |   |   |    |
| 05. | Amin Younes        | 8         | 0               | 0               | 0           | 8        |   |   |    |
| 06. | Nemanja Gudelj     | 4         | 0               | 1               | 0           | 5        |   |   |    |
| -   | Riechedly Bazoer   | 5         | 0               | 0               | 0           | 5        |   |   |    |
| -   | Lasse Schøne       | 4         | 0               | 0               | 1           | 5        |   |   |    |
| 09. | Joël Veltman       | 2         | 0               | 0               | 0           | 2        |   |   |    |
| -   | Václav Černy       | 1         | 0               | 0               | 1           | 2        |   |   |    |
| 11. | John Heitinga      | 0         | 1               | 0               | 0           | 1        |   |   |    |
| -   | Thulani Serero     | 1         | 0               | 0               | 0           | 1        |   |   |    |
| -   | Donny van de Beek  | 0         | 0               | 0               | 1           | 1        |   |   |    |
| -   | Mike van der Hoorn | 1         | 0               | 0               | 0           | 1        |   |   |    |

### Kanadai ponttáblázat
Íme az Ajax játékosainak elért teljesítménye a kanadai ponttáblázat alapján. Ezen táblázatban azokat a játékosokat (jelenlegi vagy volt játékosokat) lehet látni, akik legalább egy pontot szereztek tétmérkőzésen.
Ebben a szezonban is a csapat legjobb támadójának a lengyel középcsatár, Arkadiusz Milik bizonyult az általa elért 35 ponttal.
A rangsor a pontszám alapján állt össze. Azonos pontszám alapján az van előnyben aki a legtöbb gólt szerezte.
| No. | Játékos            | Bajnokság | Bajnokság | Kupa | Kupa     | Bajnokok Ligája | Bajnokok Ligája | Európa Liga | Európa Liga | PONTSZÁM (G+Gp) |
| No. | Játékos            | Gól       | Gólpassz  | Gól  | Gólpassz | Gól             | Gólpassz        | Gól         | Gólpassz    | PONTSZÁM (G+Gp) |
| --- | ------------------ | --------- | --------- | ---- | -------- | --------------- | --------------- | ----------- | ----------- | --------------- |
| 01. | Arkadiusz Milik    | 21        | 7         | 0    | 1        | 1               | 2               | 2           | 1           | 35 (24+11)      |
| 02. | Davy Klaassen      | 13        | 8         | 0    | 0        | 2               | 0               | 0           | 1           | 24 (15+9)       |
| 03. | Viktor Fischer     | 8         | 2         | 1    | 0        | 0               | 0               | 2           | 1           | 14 (11+3)       |
| 04. | Anwar El Ghazi     | 11        | 2         | 0    | 0        | 0               | 0               | 0           | 0           | 13 (11+2)       |
| 05. | Amin Younes        | 8         | 5         | 0    | 0        | 0               | 0               | 0           | 0           | 13 (8+5)        |
| 06. | Nemanja Gudelj     | 4         | 8         | 0    | 0        | 1               | 0               | 0           | 0           | 13 (5+8)        |
| 07. | Riechedly Bazoer   | 5         | 4         | 0    | 0        | 0               | 0               | 0           | 0           | 9 (5+4)         |
| -   | Lasse Schøne       | 4         | 4         | 0    | 0        | 0               | 0               | 1           | 0           | 9 (5+4)         |
| 09. | Joël Veltman       | 2         | 5         | 0    | 0        | 0               | 0               | 0           | 0           | 7 (2+5)         |
| 10. | Mitchell Dijks     | 0         | 6         | 0    | 0        | 0               | 1               | 0           | 0           | 7 (0+7)         |
| 11. | Václav Černy       | 1         | 1         | 0    | 0        | 0               | 0               | 1           | 0           | 3 (2+1)         |
| 12. | Mike van der Hoorn | 1         | 1         | 0    | 0        | 0               | 0               | 0           | 0           | 2 (1+1)         |
| 13. | Daley Sinkgraven   | 0         | 0         | 0    | 1        | 0               | 1               | 0           | 0           | 2 (0+2)         |
| -   | Jairo Riedewald    | 0         | 1         | 0    | 0        | 0               | 0               | 0           | 1           | 2 (0+2)         |
| -   | Nick Viergever     | 0         | 2         | 0    | 0        | 0               | 0               | 0           | 0           | 2 (0+2)         |
| 16. | John Heitinga      | 0         | 0         | 1    | 0        | 0               | 0               | 0           | 0           | 1 (1+0)         |
| -   | Thulani Serero     | 1         | 0         | 0    | 0        | 0               | 0               | 0           | 0           | 1 (1+0)         |
| -   | Donny van de Beek  | 0         | 0         | 0    | 0        | 0               | 0               | 1           | 0           | 1 (1+0)         |
| 19. | Sam Hendriks       | 0         | 1         | 0    | 0        | 0               | 0               | 0           | 0           | 1 (0+1)         |
| -   | Kenny Tete         | 0         | 1         | 0    | 0        | 0               | 0               | 0           | 0           | 1 (0+1)         |
| -   | Ricardo van Rhijn  | 0         | 0         | 0    | 0        | 0               | 0               | 0           | 1           | 1 (0+1)         |
| -   | Robert Murić       | 0         | 1         | 0    | 0        | 0               | 0               | 0           | 0           | 1 (0+1)         |

### Lapok
| SÁRGA LAPOK | SÁRGA LAPOK        | SÁRGA LAPOK | SÁRGA LAPOK | SÁRGA LAPOK | SÁRGA LAPOK     | SÁRGA LAPOK | SÁRGA LAPOK |
| No.         | Játékos neve       | ÖSSZESEN    | Bajnokság   | Kupa        | Bajnokok Ligája | Európa Liga |             |
| ----------- | ------------------ | ----------- | ----------- | ----------- | --------------- | ----------- | ----------- |
| 01.         | Kenny Tete         | 7           | 2           | 0           | 1               | 4           |             |
| -           | Jairo Riedewald    | 7           | 5           | 0           | 0               | 2           |             |
| 03.         | Nemanja Gudelj     | 6           | 4           | 0           | 0               | 2           |             |
| -           | Riechedly Bazoer   | 6           | 4           | 0           | 0               | 2           |             |
| -           | Davy Klaassen      | 6           | 4           | 0           | 1               | 1           |             |
| -           | Joël Veltman       | 6           | 4           | 0           | 1               | 1           |             |
| -           | Michell Dijks      | 6           | 5           | 0           | 0               | 1           |             |
| 08.         | Anwar El Ghazi *   | 5           | 4           | 0           | 0               | 1           |             |
| 09.         | Nick Viergever     | 4           | 4           | 0           | 0               | 0           |             |
| 10.         | Arkadiusz Milik    | 3           | 1           | 0           | 0               | 2           |             |
| 11.         | Ricardo van Rhijn  | 2           | 0           | 1           | 0               | 1           |             |
| -           | Mike van der Hoorn | 2           | 1           | 1           | 0               | 0           |             |
| 13.         | Daley Sinkgraven   | 1           | 1           | 0           | 0               | 0           |             |
| -           | Thulani Serero     | 1           | 0           | 0           | 0               | 1           |             |
| -           | Amin Younes        | 1           | 0           | 1           | 0               | 0           |             |
| -           | Lasse Schøne       | 1           | 1           | 0           | 0               | 0           |             |

| PIROS LAPOK | PIROS LAPOK        | PIROS LAPOK | PIROS LAPOK | PIROS LAPOK | PIROS LAPOK     | PIROS LAPOK | PIROS LAPOK |
| No.         | Játékos neve       | ÖSSZESEN    | Bajnokság   | Kupa        | Bajnokok Ligája | Európa Liga |             |
| ----------- | ------------------ | ----------- | ----------- | ----------- | --------------- | ----------- | ----------- |
| 01.         | Riechedly Bazoer   | 1           | 0           | 0           | 0               | 1           |             |
| -           | Nemanja Gudelj     | 1           | 0           | 0           | 0               | 1           |             |
| -           | Mike van der Hoorn | 1           | 1           | 0           | 0               | 0           |             |
| -           | Anwar El Ghazi     | 1           | 1           | 0           | 0               | 0           |             |

* MEGJEGYZÉS: A játékos aki egy mérkőzésen 2 sárga lap után kap pirosat, annak be van írva mind a három lap a táblázatba.

### Egy tétmérkőzésen legtöbb gólt szerző játékosok
Az idei szezonban egy játékos sem tudott 2-nél több gólt lőni egy tétmérkőzésen.

### Idei büntetők
A következő táblázat a csapat idei büntetőit mutatja meg, amiket tétmérkőzéseken lőttek. A büntetők sorrendje a dátum szerint van megadva.
| #  | Játékos         | Büntető  | Dátum                | Mérkőzés tipusa  | Végeredmény                |
| -- | --------------- | -------- | -------------------- | ---------------- | -------------------------- |
| 1. | Arkadiusz Milik | GÓL      | 2015. augusztus 20.  | EL-selejtező     | Ajax - FC Jablonec 1ː0     |
| 2. | Nemanja Gudelj  | GÓL      | 2015. szeptember 12. | Eredivisie (5.)  | Twente Enschede - Ajax 2ː2 |
| 3. | Nemanja Gudelj  | KIHAGYVA | 2016. február 7.     | Eredivisie (22.) | Ajax - Feyenoord 2ː1       |
| 4. | Lasse Schöne    | GÓL      | 2016. február 14.    | Eredivisie (23.) | FC Groningen - Ajax 1ː2    |
| 5. | Arkadiusz Milik | GÓL      | 2016. április 17.    | Eredivisie (31.) | Ajax - FC Utrecht 2ː2      |
| 6. | Arkadiusz Milik | GÓL      | 2016. április 20.    | Eredivisie (32.) | SC Heerenveen - Ajax 0ː2   |

## Érdekességek és jubileumok
- 1978 óta most került be először német játékos az Ajax felnőttcsapatának a keretébe. Ez a játékos a nyáron igazolt Amin Younes volt. Bár voltak azóta is fiatal német játékosok az Ajax fiatalcsapataiban de egyikük sem jutott el a felnőttcsapatig. Younes szeptember 17-én, a Celtic Glasgow elleni EL-csoportkörben lépett először pályára.[13]
- Ebben a szezonban Davy Klaassen lett az Ajax csapatkapitánya és tétmérkőzésen először július 28-án - 22 évesen és 156 naposan - viselte a karszalagot. Így 2004 óta ő lett a csapat legfiatalabb kapitánya.
- A csapat augusztus 4-én pályára lépett a BL-selejtező visszavágóján az osztrák Rapid Wien ellen. Ezen a mérkőzésen minden idők eddigi legfiatalabb kezdőcsapatával léptek pályára tétmérkőzésen. A csapat átlagéletkora 21 év 140 nap volt.[14]
- Az Ajax edzője, Frank de Boer csatlakozott elődjéhez Louis van Gaal-hoz. Az Ajax edzői közül eddig csak neki sikerült kapott gól nélkül megnyerni a bajnokság első négy fordulóját (az 1995/96-os szezonban), ebben a szezonban ugyanez De Boer-nak is sikerült.[15]
- A csapat öt játékosa belépett az Ajax "századosai" közé. Négyen - Jasper Cillessen, Davy Klaassen, Joël Veltman és Viktor Fischer - azon játékosok közé akik már legalább 100 tétmérkőzésen pályára léptek a csapatban, egyikük - Lasse Schøne - pedig azok közé akik már legalább 100 Eredivisie-bajnoki mérkőzésen pályára léptek. A kapus Cillessen-nek ez augusztus 27-én az EL-rájátszás visszavágóján sikerült, Klaassen szeptember 17-én az EL-csoportkör 1. fordulójában csatlakozott, Schöne és Veltman pedig november 21-én az Eredivisie 13. fordulójában érte el a 100-as határt.
- Ebben a szezonban összesen 4 Ajax-játékos debütált a Holland válogatott felnőttcsapatában. Szeptember 7-én a Törökország elleni EB-selejtezőn lépett pályára először a 19 éves védő, Jairo Riedewald,[16] október 10-én a Kazahsztán elleni EB-selejtezőn a két 20 éves játékos, Anwar El Ghazi és Kenny Tete debütáltak.[17] Végül november 12-én egy barátságos mérkőzésen Wales ellen a 19 éves Riechedly Bazoer is debütált a válogatottban.
- Október 1-én az EL-csoportkörben a norvég Molde FK ellen játszotta az Ajax története 350. európai kupamérkőzését.[18]
- A február 7-én lejátszott Feyenoord elleni rangadón gólt szerző Amin Younes volt 1975. november 1-je óta az első német állampolgárságú játékos aki gólt lőtt a De Klassieker-en.[19]
- A csapat dán középpályása, Lasse Schøne február 21-én, a bajnokság 24. fordulójában lépett pályára 150. alkalommal az Ajaxban tétmérkőzésen.
- A 29. fordulóban lejátszott AFC Ajax - PEC Zwolle mérkőzés előtt búcsúztatták el a 2016. március 24-én - 68 éves korában - elhunyt Johan Cruyff-ot, a csapat történetének eddigi leghíresebb játékosát.[20]
- A 10. fordulóban játszotta le az Ajax a 2000. mérkőzését az Eredivisie-ben.
- A 33. fordulóban, az Twente Enschede elleni győzelemmel az Ajax megszerezte az Eredivisie-ben a 3 500. pontját. Ők az elsők akik idáig eljutottak Hollandiában.